# Anarcute
『Anarcute』（アナーキュート）は、フランスのインディーゲームスタジオAnarteamが開発しPlug In Digitalより2016年7月12日に発売された3Dアクションゲーム。日本のPlayStation 4版は『アナーキーキュート』、日本のNintendo Switch版は『アナーキュート』の表記で発売されている。

## 概要
擬人化された動物たちが徒党を組んで暴動を起こし、洗脳状態の警察隊に占拠された世界の各都市を取り戻していくという物語が、可愛らしくユーモラスに描かれている。動物たちは数が増えるごとに力が増して特殊な技を発動できるようになり、こうしたことを駆使しながらステージクリアを目指す。
開発元のAnarteamはゲーム専門学校の学生5人で結成したチームで、本作の開発は2013年12月に学校の課題として開始された。その後、後述のように複数の賞を受賞したことを機に会社を設立し、マイクロソフトがインディー開発者を支援するプログラム「ID@Xbox」に参加して開発が続けられた。

## システム
各ステージでは、敵に占拠されたエリアを確保する、ポリスステーションを破壊する、などのミッションが設定されており、全てのミッションを達成するとステージクリアとなる。各都市には複数のステージが含まれ、最終ステージではボス戦が行われる。
ステージ開始時に操作する動物の人数は少数（ステージにより人数が異なる）だが、ステージ内で檻に囚われている動物などを仲間に加えて数を増やすことができ、集団の人数が増えるほど敵への攻撃力が増加する。動物たちは路上にある様々なものを拾い投擲武器として使用できるほか、人数が一定数を超えるごとに、衝撃波を出して敵を吹き飛ばしたりビルを破壊したりなどの特殊アクションが使用可能になる。アクションの種類はステージクリア時に獲得するコインの消費により追加でき、ステージ開始前にアクションを選択しセットする。一方、メンバーの数は、敵の攻撃を受け続けるなどすると減っていき、0になるとゲームオーバーとなる。

## 評価
- イマジンカップ2014 世界大会 ゲーム部門 入賞[3]
- Ping Awards（フランス語版） 2014 「Ping du meilleur jeu étudiant（Ping最優秀学生ゲーム）」受賞[4]
- Unity Awards 2015 「Best of Student」受賞[5]
- Independent Games Festival 2016 「Best Student Game」佳作[6]